# Urząd Nasreddina Hodży
Urząd Nasreddina Hodży (tur. Nasreddin Hoca'nın Mansıbı) – turecki dramat (komedia) nieznanego autora w rękopisie, napisany najprawdopodobniej między 1775, a 1782 w Wiedniu. Stanowi zabytek Biblioteki Raczyńskich w Poznaniu (sygnatura Rkp. 283).
Dzieło powstało w kręgu studentów i orientalistów wiedeńskich, a nieznany autor (możliwe, że nauczyciel) był prawdopodobnie także twórcą drugiego, podobnego w formie dzieła – Dziwnych przypadków i osobliwych zdarzeń szewca Ahmeda. Nie wyjaśniono dotąd, czy był on Turkiem (przemawia za tym nienaganna turecczyzna komedii), Lewantyńczykiem, Ormianinem tureckim, czy też Europejczykiem (za tym przemawia fakt, że w latach powstania dzieła nie istniał jeszcze dramat turecki). 
Za wielką wartością historyczną utworu przemawia fakt, że przez długi czas za pierwszy dramat turecki uważano Ożenek poety (Şair evlenmesi) autorstwa İbrahima Şinasiego z 1859. Obie sztuki z poznańskiej biblioteki poprzedzają go około pół wieku. Rękopis, oprócz oryginalnego tekstu tureckiego, pisanego alfabetem sprzed 1928 (osmańskim), posiada też tłumaczenia: niemieckie autorstwa Johanna Lippy oraz francuskie i włoskie autorstwa Jeana de Franca. 
Rękopisy obecne były już w katalogu Biblioteki Raczyńskich z roku 1885, ale opisał je dopiero w 1967 Tadeusz Majda. Dokładne opracowanie sporządziła Małgorzata Łabęcka-Koecherowa w 1970, a w 1974 również wydała dzieło. Dzięki temu wydaniu oba dramaty trafiły do tureckich opracowań literackich. 
Dzieło napisane jest w konwencji komedii europejskiej, co stało w sprzeczności z ówczesną wysoką literaturą turecką, pisaną w sztucznym i napuszonym języku, pełnym ozdobników. Zawiera wiele sprośnych dowcipów i niewybrednych scen obyczajowych, a także wulgaryzmów. Fakt ten miał prawdopodobnie wpływ na anonimowość autora, który nie życzył sobie tego rodzaju popularności.